# Punta Gorda (Belize)

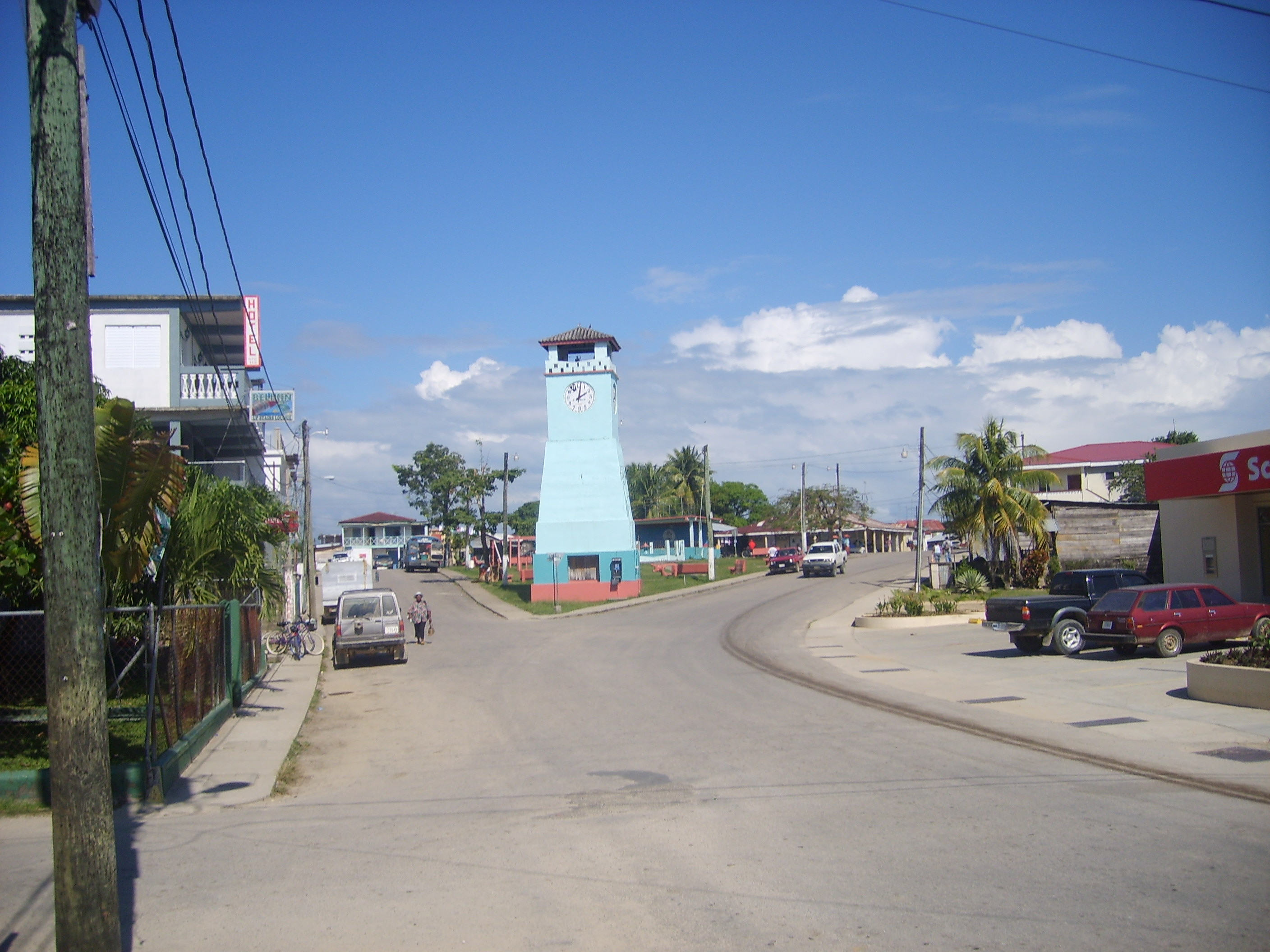
Punta Gorda

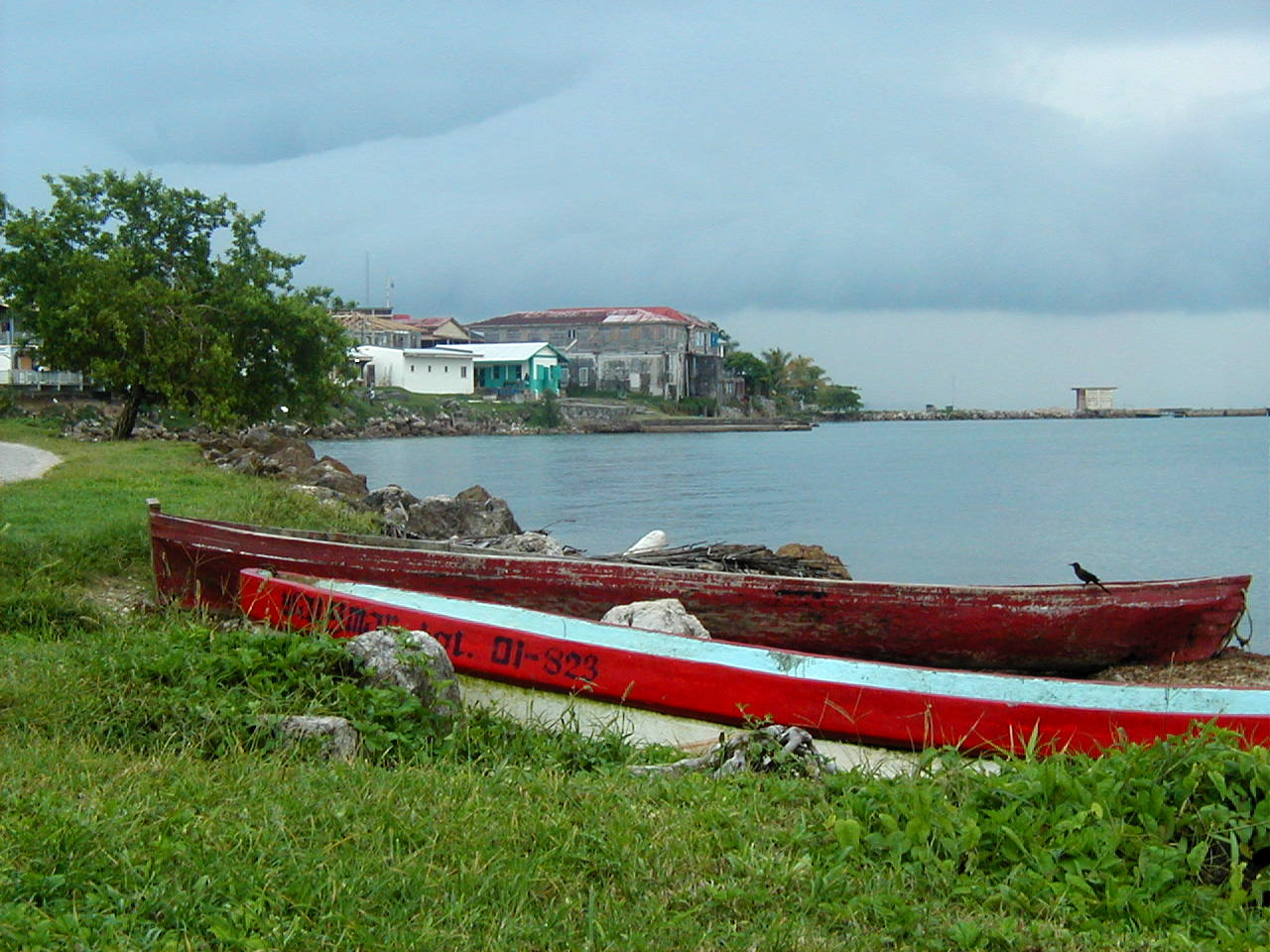
Punta Gorda

Punta Gorda – miasto w Belize, stolica administracyjna dystryktu Toledo. 
Według danych ze spisu ludności w 2010 roku miasto liczyło 5351 mieszkańców – 2519 mężczyzn i 2832 kobiety.